# Discestra hubiesi
Discestra hubiesi är en fjärilsart som beskrevs av De Lajonquiére 1969. Discestra hubiesi ingår i släktet Discestra och familjen nattflyn. Inga underarter finns listade i Catalogue of Life.